# Parasyte – Kiseijuu
Parasyte – Kiseijuu (japanisch 寄生獣 Kiseijū, deutsch ‚Parasitenbestie‘) ist ein Science-Fiction-Manga von Hitoshi Iwaaki, der eine Parasiteninvasion auf der Erde beschreibt. 2014 wurde das Werk als Anime adaptiert und als Parasyte - the maxim auch im deutschsprachigen Raum im Original mit deutschen Untertiteln veröffentlicht. Eine deutschsprachige Veröffentlichung wurde Ende August 2017 durch den Publisher Kazé Anime für voraussichtlich Frühjahr 2018 angekündigt. Die Veröffentlichung begann schließlich ab Mai 2018.

## Handlung
Seltsame Sporen unbekannter Herkunft fliegen zur Erde. Diese Parasiten dringen sowohl in Menschen als auch in Tiere ein und ergreifen den Besitz von Gehirnen und Nervenkontrollsystemen. Sie können die Körper ihrer Wirte daraufhin nach Belieben umformen.
Auch dem 17-jährigen Shin’ichi Izumi (泉 新一) droht, dass ein solcher Parasit nachts von ihm Besitz ergreift. Doch er bemerkt das schlangenähnliche Wesen rechtzeitig und als dieses in seinen rechten Arm eindringt, schnürt er den Arm ab. Am nächsten Morgen glaubt er zunächst, es sei nur ein Traum gewesen. Doch sein rechter Arm verhält sich immer seltsamer und Shin’ichi erkennt, dass der damalige Traum doch Realität war. Er nennt seinen Parasiten, der auch reden und lesen kann und sehr wissbegierig ist, Migī (ミギー, dt.: rechts). Um zu überleben, sind beide gezwungen, zu koexistieren und den Parasiten vor anderen zu verbergen. Migī kann, wie alle andere Parasiten auch, die Anwesenheit von anderen seiner Art in einem Umkreis von etwa 300 Meter spüren. Die Parasiten, die erfolgreich einen anderen Menschen übernommen haben, ernähren sich, indem sie Menschen töten. So entsteht eine grausame Mordserie, die großes öffentliches Aufsehen verursacht. Eine besondere Ermittlungseinheit wird eingesetzt und Shin’ichi macht sich Sorgen, dass es seine Eltern oder Mitschüler treffen könnte. Vor allem um Satomi Murano (村野 里美), in die er sich verliebt hat, sorgt er sich. Doch auch sie und seine Eltern bemerken, dass Shin’ichi sich verändert hat, mit ihnen aber nicht darüber sprechen will.
Bald bemerkt Shin’ichi, dass seine neue Lehrerin ein Parasit ist, und auch diese wird auf Shin’ichi aufmerksam. Sie lebt gemeinsam mit einem anderen Parasiten und interessiert sich sehr für das Leben der Menschen und den Platz, den ihre Art auf dieser Welt hat. Von dem anderen Parasiten wird die schwanger, doch das Kind ist wohl ein menschliches – Parasiten können sich auf diese Weise offenbar nicht vermehren. Da ihr Partner Shin’ichi und sein Wissen um sie beide als Bedrohung empfindet, greift er die Schule an und richtet ein Blutbad an. Schließlich kann er von Shin’ichi getötet werden und dieser kann Satomi retten. Die Lehrerin verschwindet.
Als Shin’ichis Eltern in einen Urlaub fahren, ist er zunächst froh, dass sie aus der Stadt heraus sind. Doch treffen sie im Urlaub auf einen Parasiten, der schließlich seine Mutter tötet und übernimmt. In Gestalt seiner Mutter greift der Parasit Shin’ichi zu Hause an, dieser ist davon überrascht, schockiert und wird schwer verwundet. Er überlebt nur durch Migis Fähigkeiten, wodurch beide noch stärker miteinander verschmelzen. Während Migi von nun an 4 Stunden am Tag schlafen muss, erhält Shin’ichi übermenschliche Kräfte. Shin’ichis Vater überlebt, kann aber kaum glauben was ihnen geschehen ist. Als er zu ihm reist, kann Shin’ichi ihm nicht erzählen, dass auch er einen Parasiten hat, doch bestärkt ihn in dem woran er sich erinnern kann. Shin’ichi trifft auch einen Menschen, der ähnlich wie er selbst mit einem Parasiten lebt. Dieser kennt keine anderen ihrer Art und versucht, ein normales Leben zu führen. Gemeinsam beschützen sie Shin’ichis Vater, da der Parasit in Gestalt von Shin’ichis Mutter erneut angreift. Trotz Migis Abwesenheit in seinem Schlaf können sie den feindlichen Parasiten töten.
Zurück in Tokio geht Shin’ichi wieder auf die Schule und wird hier erneut mit Parasiten konfrontiert. Einer ist ein neuer Mitschüler, der sich mit ihm anfreunden und sich in die Gesellschaft integrieren will. Doch tötet er weiter heimlich Menschen, vor allem Mitschüler und schließlich auch fast eine Mitschülerin die sein Geheimnis entdeckt, sodass Shin’ichi ihn tötet. Eine andere Schülerin, die Parasiten spüren kann, verliebt sich in Shin’ichi. Er befürchtet, sie in die Kämpfe hineinzuziehen und versucht sie loszuwerden, erzählt ihr schließlich von Migi. Sie glaubt ihm nicht und wird bald darauf von einem anderen Parasiten getötet. Shin’ichi verzweifelt darüber, dass er sie nicht schützen konnte.
Währenddessen organisiert sich eine Gruppe von Parasiten um Takeshi Hirokawa (広川 剛志), die als politische Gruppierung zur Wahl antreten und mit Takeshi Hirokawa schließlich einen Bürgermeister stellen. Unter ihnen ist auch die frühere Lehrerin von Shin’ichi, die sich nun Reiko Tamura (田村 玲子) nennt. Sie setzt einen Privatdetektiv auf ihn an. Dieser entdeckt zunächst sein Geheimnis und dann das seiner Auftraggeber. Diese zerstören schließlich sein Büro und töten seine Familie. Als er sich an Reiko Tamura rächen will und ihr Baby entführt. Es kommt zu einer Auseinandersetzung mit Shin’ichi, der von Reiko Tamura gerufen wurde, ihr und dem Detektiv sowie der Polizei, mit der der Detektiv mittlerweile zusammenarbeitet. Reiko Tamura wird von der Polizei erschossen, beschützt dabei aber ihr Baby und vertraut es Shin’ichi an. Dieser erzählt auch der Polizei nichts über sie und sich. Dennoch wird er weiter befragt und dem Serienmörder Uragami (浦上) gegenübergestellt, der Parasiten erkennen können soll. Doch Migi erkennt er zunächst nicht.
Die Sondereinheit der Polizei führt für den Kampf gegen die Parasiten einen Einsatz im Rathaus durch, in dem Takeshi Hirokawa und seine Gruppe sitzt. Unter Vortäuschung eines Notfalls werden die Menschen nur gruppenweise herausgelassen und dabei durchleuchtet – Parasiten erkennt man dabei und erschießt sie sofort. Als Takeshi Hirokawa dies erkennt, geht seine Gruppe mit einem Trick zurück ins Gebäude. Die Sondereinheiten folgen ihnen und es entbrennt ein Kampf mit jedem der Parasiten. Takeshi Hirokawa stellt sich als Mensch heraus, der die Parasiten unterstützt hat, weil sie die Menschen, die der Erde so sehr schaden, dezimieren. Der letzte Parasit Gotō (後藤), der mehrere Parasiten in sich vereint, ist jedoch zu mächtig, kann die Sondereinheiten vernichten und fliehen. Der Serienmörder Uragami kann im Chaos fliehen.
Nun ist Shin’ichi voller Furcht, Gotō würde ihn angreifen und töten. Doch Satomi kann ihm den Willen zum Weiterleben zurückgeben – mit ihr und für ihre Sicherheit will er weiterleben. Doch zunächst geht er aus Tokio weg aufs Land. Als sie wieder auf Gotō treffen, trennen sich Shin’ichi und Migi, um ihn zu besiegen. Doch auch dies misslingt und Migi wird von Gotō verschlungen, wird zu einem der in ihm lebenden Parasiten. Shin’ichi flieht und kommt bei einer alten Frau unter. Als Gotō aber Menschen aus dem Dorf angreift, fasst Shin’ichi den Mut, sich ihm entgegenzustellen. Zuerst kann er nur wenig gegen ihn ausrichten. Doch als Shin’ichi auf einer Müllkippe Gotō Gift aussetzt, verliert dieser die Kontrolle über die Parasiten in ihm. Auch über Migi, der nun zu Shin’ichi zurückkehrt. Doch Shin’ichi zögert zunächst, den Moment zu nutzen und Gotō zu töten. Er fragt sich, welches Recht er habe, eine andere Art so zu verurteilen, wo doch die Menschen auch andere töten und die Erde vergiften, wie es das Gift auf der Müllkippe tat. Doch um seine Mitmenschen zu schützen, entschließt sich Shin’ichi dann doch, Gotō zu töten.
In der Zeit danach kommen keine auffälligen Morde mehr vor und von den Parasiten hört man nichts mehr. Migi verabschiedet sich von Shin’ichi in einen endlosen Schlaf. Der Abschied fällt Shin’ichi schwer, ist Migi doch längst zu einem Freund geworden. Jahre später, als Shin’ichi bereits lange mit Satomi zusammen ist, treffen beide plötzlich wieder auf Uragami. Dieser bedroht Satomi, erzählt von Shin’ichis Parasiten, bezeichnet ihn als Monster und will mit ihm über das Töten von Menschen reden. Shin’ichi wehrt ab, dass Uragami das eigentliche Monster sei und rettet Satomi, die trotz Shin’ichis Geheimnis ihn weiter liebt und ihm vertraut. Um Satomi vor dem sicheren Tod zu retten, erwacht Migi zudem für einen Augenblick aus seinem Schlaf, sodass Shin’ichi überzeugt wird, dass Migi immer noch lebt.

## Veröffentlichungen
Der Manga erschien in Japan zuerst ab 1988 in der Sonderausgabe Morning Open Zōkan Nummer F bis H und wechselte dann in das Manga-Magazin Afternoon ab Nummer 1/1990 bis 2/1995. Der Verlag Kōdansha brachte die im Magazin veröffentlichten Einzelkapitel auch in zehn Sammelbänden heraus, die sich in Japan im Laufe der Jahre über zehn Millionen Mal verkauften. 2003 erschien eine Kanzenban-Neuausgabe in acht Bänden.
In den Vereinigten Staaten erschien Kiseijū von 1997 bis 2002 unter dem Titel Parasyte vollständig in zwölf Bänden bei Mixx (später umbenannt in Tokyopop). Diese englische Version beinhaltet einige Änderungen, beispielsweise wurde Shin’ichi in Shin umbenannt, Migii ergreift wegen einer Spiegelung in die westliche Leserichtung Besitz von Shins linker und nicht rechter Hand und heißt Lefty. Seit 2007 veröffentlicht Del Rey den Manga erneut auf Englisch, diesmal in japanischer Leserichtung und mit neuer Übersetzung. In Frankreich kam er bei Glénat unter dem Titel Parasite heraus. Auf Deutsch erschien der Manga unter dem Titel Parasyte – Kiseijuu von Juli 2016 bis Juni 2018 im Panini Verlag mit allen acht Bänden.
In Kodanshas Manga-Magazinen Aria (Ausgaben 11/2014 bis 3/2015) und Afternoon (Ausgaben 11/2014 bis 5/2016) erschienen weitere Kapitel von 27 verschiedenen Zeichnern, die dem Originalwerk ihren Tribut zollen. Die Kapitel wurden in zwei Anthologien zusammengefasst: Neo Kiseijū f (ネオ寄生獣f) und Neo Kiseijū (ネオ寄生獣).

## Anime
Der komplette Manga wurde von Studio Madhouse als Anime Kiseijū: Sei no Kakuritsu (寄生獣 セイの格率) unter der Regie von Kenichi Shimizu als Anime adaptiert. Die 24 Folgen umfassende Serie wurde vom 9. Oktober 2014 bis 26. März 2015 nach Mitternacht (und damit am vorigen Fernsehtag) auf NTV ausgestrahlt, sowie mit bis zu zwei Monaten Versatz auch auf Kagoshima Yomiuri TV, Sapporo TV, Miyagi TV, Fukuoka Hōsō, BS Nittere, Shizuoka Daiichi TV, TV Shinshū, Nankai Hōsō, Fukushima Chūō TV, Yomiuri TV, Hiroshima TV, Nagasaki Kokusai TV und TV Ōita.
Unter dem Titel Parasyte -the maxim- streamt Crunchyroll die Serie mit deutschen, englischen, französischen, portugiesischen und spanischen Untertiteln als Simulcast in Nord- und Südamerika, Europa, Teilen Afrikas, dem Nahen Osten, sowie Australien und Neuseeland.
Eine deutsche Synchronfassung erscheint ab 1. Juni 2018 bei Kazé aufgeteilt in vier Volumes mit jeweils sechs Episoden. Die ersten zwei Episoden wurde bereits am 18. und 25. Mai 2018 auf der hauseigenen Streaming-Plattform Anime on Demand vorab veröffentlicht.

### Synchronisation
| Rolle            | japanischer Sprecher (Seiyū) | deutscher Sprecher |
| ---------------- | ---------------------------- | ------------------ |
| Shin’ichi Izumi  | Nobunaga Shimazaki           | Julian Tennstedt   |
| Migī             | Aya Hirano                   | Cathlen Gawlich    |
| Satomi Murano    | Kana Hanazawa                | Lydia Morgenstern  |
| Kazuyuki Izumi   | Masaki Aizawa                | Wolfgang Wagner    |
| Kana Kimishima   | Miyuki Sawashiro             | Julia Kaufmann     |
| Mamoru Uda       | Takuma Suzuki                | Hans Hohlbein      |
| Joe              | Ayumu Murase                 | Santiago Ziesmer   |
| Ryouko Tamiya    | Atsuko Tanaka                | Andrea Aust        |
| Yuuko Tachikawa  | Kiyono Yasuno                | Victoria Frenz     |
| Akiho Suzuki     | Rena Maeda                   | Laura Elßel        |
| Uragami          | Hiroyuki Hoshino             | Benjamin Stöwe     |
| Takeshi Hirokawa | Yuu Mizushima                | Sebastian Jacob    |
| Gotō             | Kazuhiko Inoue               | Peter Flechtner    |

### Musik
Die Serienmusik stammt von Ken Arai. Der Vorspanntitel Let Me Hear stammt von Fear, and Loathing in Las Vegas und der Abspanntitel It’s the Right Time von Daichi Miura.

### Episodenliste
| Nr. (ges.) | Nr. (St.) | Deutscher Titel                  | Originaltitel                                      | Erstausstrahlung Japan | Deutschsprachige Erstveröffentlichung (D/A/CH) |
| ---------- | --------- | -------------------------------- | -------------------------------------------------- | ---------------------- | ---------------------------------------------- |
| 1          | 1         | Die Verwandlung                  | 変身 (Henshin)                                     | 8. Okt. 2014           | 8. Okt. 2014                                   |
| 2          | 2         | Teufel im Leib                   | 肉体の悪魔 (Nikutai no Akuma)                      | 15. Okt. 2014          | 15. Okt. 2014                                  |
| 3          | 3         | Festmahl                         | 饗宴 (Kyōen)                                       | 24. Okt. 1998          | 24. Okt. 2014                                  |
| 4          | 4         | Wirres Haar                      | みだれ髪 (Midaregami)                              | 29. Okt. 2014          | 29. Okt. 2014                                  |
| 5          | 5         | Der Fremde                       | 異邦人 (Ihōjin)                                    | 5. Nov. 2014           | 5. Nov. 2014                                   |
| 6          | 6         | Fiesta                           | 日はまた昇る (Hi wa Mata Noboru)                   | 12. Nov. 2014          | 12. Nov. 2014                                  |
| 7          | 7         | Weg in die finstere Nacht        | 暗夜行路 (An'ya Kōro)                              | 19. Nov. 2014          | 19. Nov. 2014                                  |
| 8          | 8         | Der Gefrierpunkt                 | 氷点 (Hyōten)                                      | 26. Nov. 2014          | 26. Nov. 2014                                  |
| 9          | 9         | Jenseits von Gut und Böse        | 善悪の彼岸 (Zen'aku no Higan)                      | 26. Nov. 2014          | 26. Nov. 2014                                  |
| 10         | 10        | Das andere Universum             | 発狂した宇宙 (Hakkyō-shita Uchū)                   | 3. Dez. 2014           | 3. Dez. 2014                                   |
| 11         | 11        | Der blaue Vogel                  | 青い鳥 (Aoi Tori)                                  | 10. Dez. 2014          | 10. Dez. 2014                                  |
| 12         | 12        | Kokoro (Herz)                    | こころ (Kokoro)                                    | 24. Dez. 2014          | 24. Dez. 2014                                  |
| 13         | 13        | Bonjour Tristesse                | 悲しみよこんにちは (Kanashimi yo Konnichi wa)      | 7. Jan. 2015           | 7. Jan. 2015                                   |
| 14         | 14        | Das egoistische Gen              | 利己的な遺伝子 (Rikoteki na Idenshi)               | 14. Jan. 2015          | 14. Jan. 2015                                  |
| 15         | 15        | Das Böse kommt auf leisen Sohlen | 何かが道をやって来る (Nanika ga Michi o Yattekuru) | 21. Jan. 2015          | 21. Jan. 2015                                  |
| 16         | 16        | Eine glückliche Familie          | 幸福な家庭 (Kōfuku na Katei)                       | 28. Jan. 2015          | 28. Jan. 2015                                  |
| 17         | 17        | Der Detektiv auf dem Sterbebett  | 瀕死の探偵 (Hinshi no Tantei)                      | 4. Feb. 2015           | 4. Feb. 2015                                   |
| 18         | 18        | Die Ersten ihrer Art             | 人間以上 (Ningen Ijō)                              | 11. Feb. 2015          | 11. Feb. 2015                                  |
| 19         | 19        | Kaltblütig                       | 冷血 (Reiketsu)                                    | 18. Feb. 2015          | 18. Feb. 2015                                  |
| 20         | 20        | Schuld und Sühne                 | 罪と罰 (Tsumi to Batsu)                            | 25. Feb. 2015          | 25. Feb. 2015                                  |
| 21         | 21        | Sex and Spirit                   | 性と聖 (Sei to Sei)                                | 4. März 2015           | 4. März 2015                                   |
| 22         | 22        | Stille und Sturm                 | 静と醒 (Sei to Sei)                                | 11. März 2015          | 11. März 2015                                  |
| 23         | 23        | Leben und Schwur                 | 生と誓 (Sei to Sei)                                | 18. März 2015          | 18. März 2015                                  |
| 24         | 24        | Parasit                          | 寄生獣 (Kiseijū)                                   | 25. März 2015          | 25. März 2015                                  |

## Realfilme
Der Manga wird auch als Realfilmreihe umgesetzt unter der Regie von Takashi Yamazaki. Shin’ichi Izumi wird gespielt von Shōta Sometani und das Motion Capturing für Migī stammt von Sadao Abe. Der erste Film wurde beim Tokyo International Film Festival am 30. Oktober 2014 uraufgeführt und erschien dann am 29. November 2014 im Kino. Der Abschlussfilm Parasyte 2 ist 2015 im Kino aufgeführt worden.
Für den deutschsprachigen Raum wurden beide Filme von Eye See Movies lizenziert und 2016 und 2017 veröffentlicht.

## Realserie
Eine sechsteilige Realserie mit dem Titel Parasyte: The Grey erscheint am 5. April 2024. Die südkoreanische Produktion unter Regie von Yeon Sang-ho wird weltweit auf Netflix veröffentlicht.

## Rezeption
Die Serie wurde 1993 mit dem Kōdansha-Manga-Preis ausgezeichnet. 1996 folgte die Auszeichnung als Bester Manga mit dem Seiun-Preis, der für Science-Fiction-Werke vergeben wird. Jason Thompson findet, die einprägsame Handlung zeige in realistischer Weise, wie Menschen auf die gegebene, fantastische Situation reagieren und folge damit dem Rezept eines klassischen Science-Fiction-Romans. Hitoshi Iwaakis Zeichnungen seien nicht so gut wie sein Erzählstil, doch passten sie zum ernsten Ton der Geschichte. Die Gewalt sei drastisch, aber nicht sadistisch.